# Matita copiativa

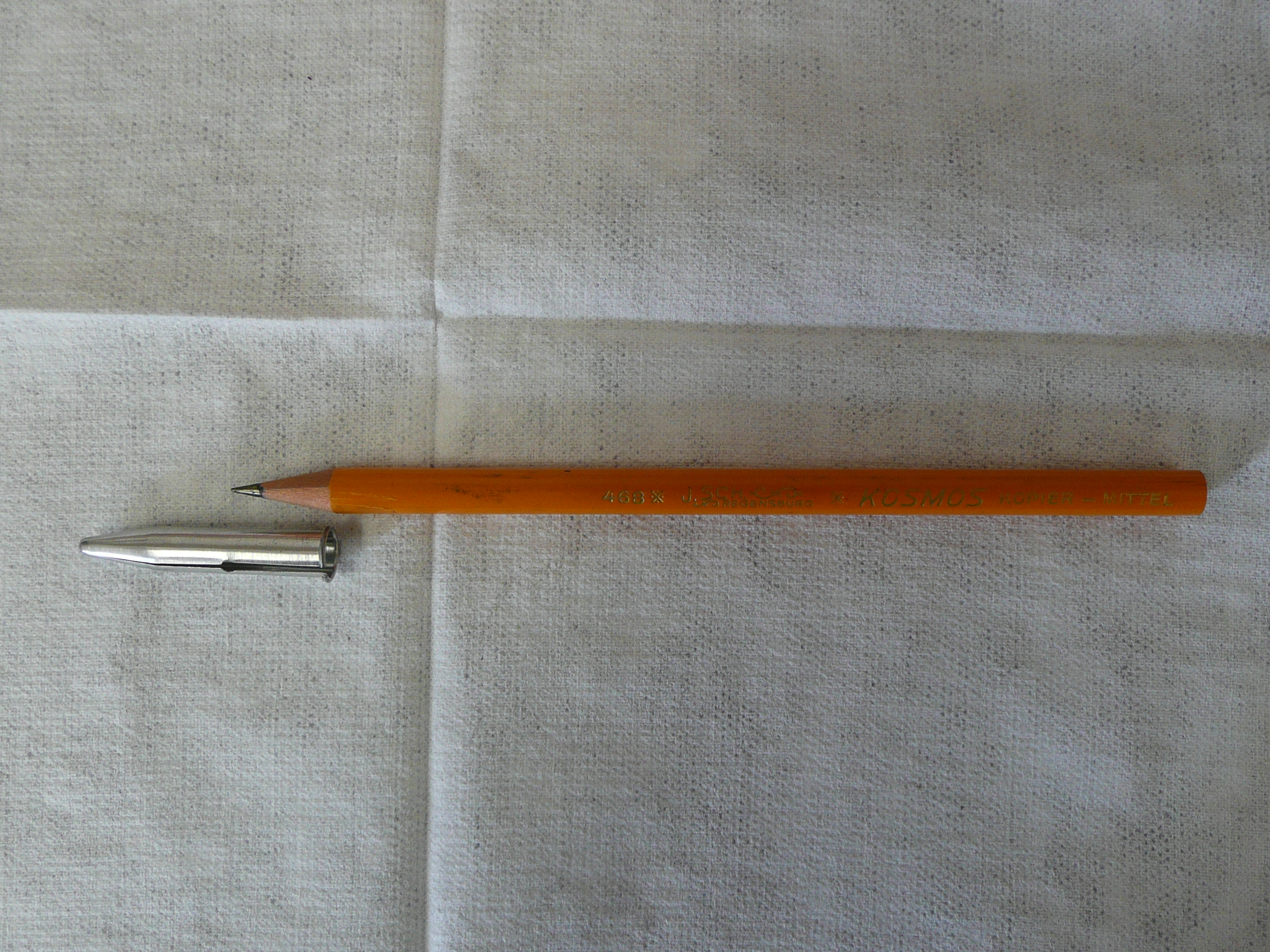
Matita copiativa con cappuccio metallico

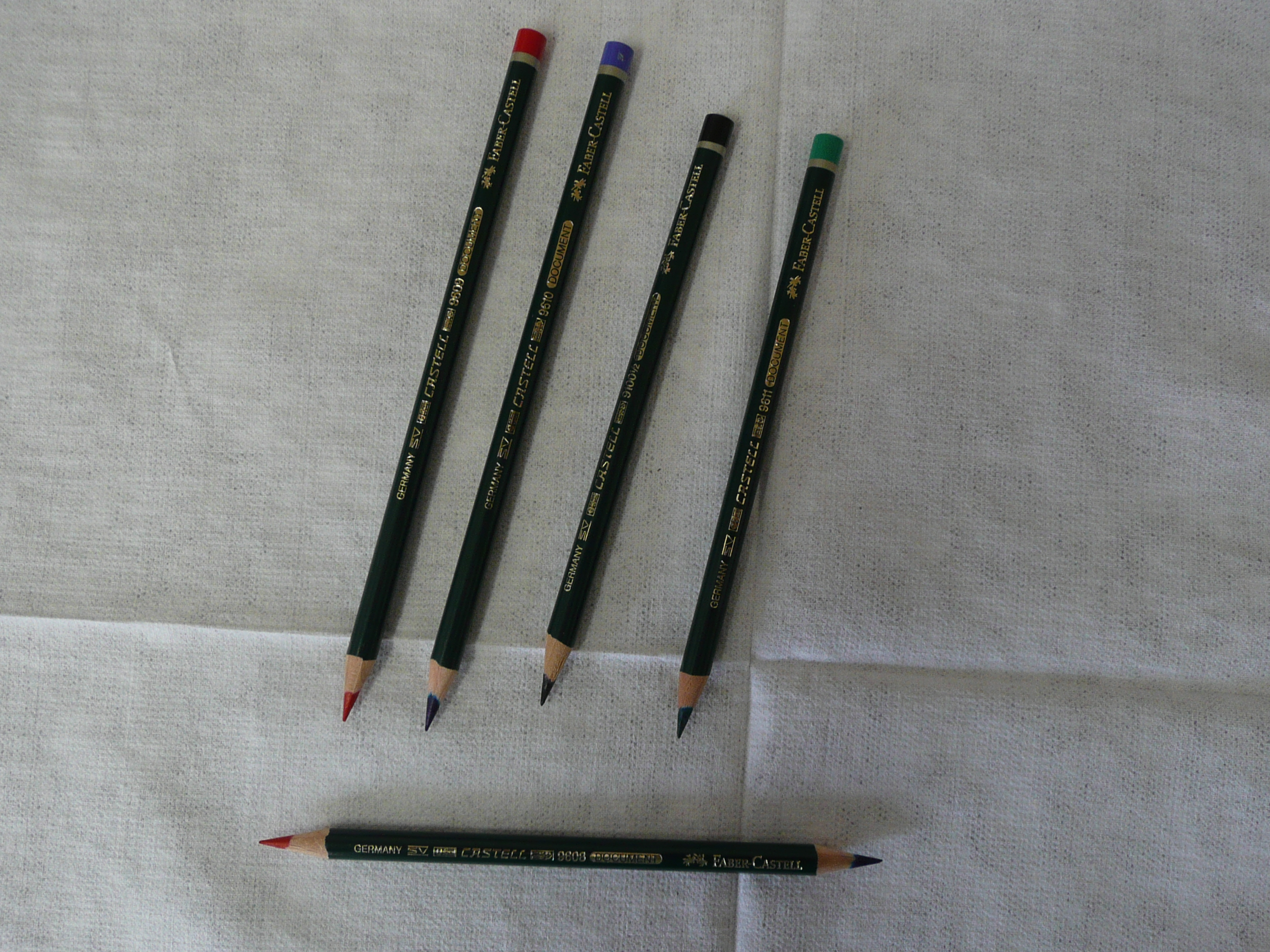
Matite copiative di diversi colori

La matita copiativa, chiamata anche matita indelebile o matita chimica, è un particolare tipo di matita a legno con mina composta da grafite, collanti, un colorante sintetico e altri elementi chimici, la cui traccia è indelebile.

## Caratteristiche
Mentre la normale matita presenta una mina formata prevalentemente da grafite e collanti quella della matita copiativa contiene, in una percentuale variabile tra il 25 e il 50% a seconda del produttore, anche un forte colorante solubile in acqua e alcool derivato dall'anilina. Violetto di metile, blu di metilene, rodamina, fucsina, crisoidina, safranina, auramina, verde malachite, bruno bismark e eosina (quest'ultima una fluorescina) sono i principali composti chimici utilizzati. Il segno indelebile risultante dato da queste sostanze può essere cancellato solo per abrasione, la quale comporta irrimediabilmente un danno meccanico ben riconoscibile al foglio cartaceo. Quando viene utilizzata su carta a secco, lascia un segno grigio leggermente violaceo, non molto dissimile da una normale matita, ma che non può essere cancellato. Se impiegata su carta bagnata, la sua punta inumidita produce una scritta viola brillante o blu. Il tratto della matita copiativa è inoltre visibile in controluce anche se stato tracciato in maniera poco marcata e diventa cangiante sul foglio se questo viene idratato con sostanze in grado di evidenziare i coloranti presenti.
Diversamente dalle matite di sola grafite, il tratto della matita copiativa svela ogni tentativo di cancellazione tramite solvente, lasciando evidenti macchie sulla carta, essendo quindi immune da una manomissione altrimenti difficile da smascherare. Se si cancella il tratto di una matita copiativa utilizzando una gomma per cancellare, viene rimossa solo la componente in grafite del segno, lasciando ben visibili i pigmenti anilinici. Queste caratteristiche la rendono molto più sicura di altri strumenti di scrittura per tutti quegli usi ad elevata garanzia d'integrità come la firma di attestati e atti, l'esercizio del voto, la compilazione di documenti, certificati e bolli idonei ad una lunga conservazione nel tempo.
Le matite copiative sono un articolo comunemente reperibile in commercio e la composizione chimica della mina non è coperta da brevetti. Attualmente sono quasi scomparse quelle a base di cristalvioletto (le più antiche e storicamente impiegate), sostanza sostituita con altri coloranti più ecologici.

## Storia e utilizzi

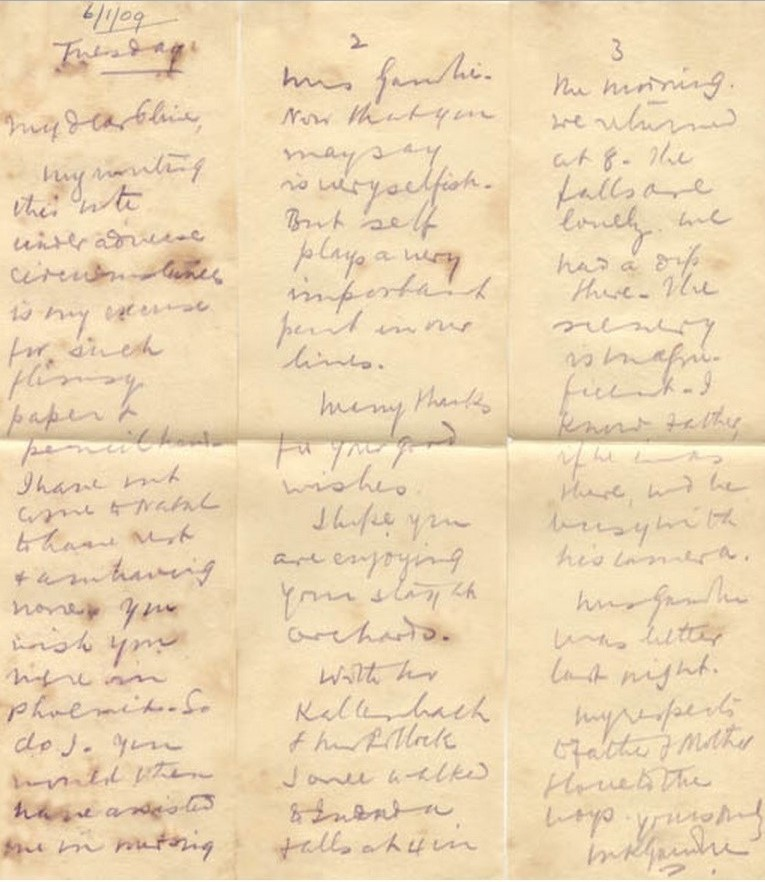
Una lettera scritta con matita copiativa dal Mahatma Gandhi nella Colonia del Natal (Sudafrica) e inviata all'amico Olive Doke il 6 gennaio 1909, in cui racconta la malattia della moglie e del viaggio alle cascate di Inanda

Le matite copiative sono state inventate e diffuse in Europa intorno al 1870 e vennero originariamente commercializzate per redigere documenti ufficiali, in particolare per fare copie permanenti di un originale permanente. Le matite copiative erano comunemente utilizzate per firmare contratti e atti pubblici prima dell'invenzione della penna a sfera: hanno visto infatti un uso prolungato nella prima guerra mondiale relativamente alla compilazione di una vasta gamma di documenti. Tuttavia, con l'avvento della nuova tecnologia della penna sferica negli anni '30 del 1900, il loro uso si è gradualmente spento in gran parte del mondo. Oggi le matite copiative sono utilizzate soprattutto per compiti delicati come l'espletamento delle operazioni di voto durante le elezioni: infatti, in passato, non essendo diffusa la biro ed essendo poco agevole votare con penna d'oca e calamaio, fu individuato nella matita copiativa un mezzo uniforme e non cancellabile per esprimere tale diritto in maniera sicura.
La matita copiativa serve ad impedire cancellature e manomissioni dei segni che gli elettori appongono sulle schede elettorali. Per il voto è più idonea della penna a sfera poiché quest'ultima lascia una traccia che può essere visibile sul lato opposto della scheda (calco) prima di metterla nell'urna, con possibili conseguenze negative per la garanzia del diritto alla segretezza della scelta espressa dal cittadino; la penna, inoltre, ha più possibilità di rottura, con il conseguente rischio di macchiare d'inchiostro le schede, mentre la matita può agevolmente essere temperata. Se l'elettore dovesse sovrapporre le schede, nell'esprimere una preferenza su più schede elettorali, la matita copiativa non lascerebbe segni sulle schede sottostanti.
Infine, se il tratto lasciato dall'elettore è poco marcato, oppure è apposto su un simbolo scuro, è comunque visibile in controluce il segno della matita copiativa con riflessi violacei, senza il quale la scheda sembrerebbe bianca. La particolare superficie abrasiva della scheda elettorale garantisce poi la non cancellabilità anche se il segno è particolarmente leggero, a differenza di quanto potrebbe accadere su normali fogli di carta.
Speciali matite copiative sagomate sono oggi comunemente utilizzate anche in carpenteria e falegnameria, in quanto capaci di scrivere su superfici bagnate come il legno fresco o quello lasciato esposto alla pioggia e alle intemperie.

### Operazioni di voto
L'uso elettorale delle matite copiative non è previsto in tutti i paesi, nemmeno tra quelli europei, che hanno sistemi elettorali autonomi e diversi sia per tradizione che per garanzie. Nelle democrazie costituzionali mature come l'Italia le matite copiative sono state utilizzate in tutte le votazioni a partire dal referendum fra monarchia e repubblica del 1946; il loro uso peculiare ed esclusivo venne introdotto con DLL n. 1 del 7 gennaio 1946 poiché oltre ad essere indelebili non lasciano segni visibili sul lato opposto delle schede, a differenza di penne o pennarelli, garantendo così il diritto alla segretezza del voto. L’uso delle matite copiative impedisce anche che le schede elettorali possano macchiarsi a causa di una possibile fuoriuscita di inchiostro dalla penna e non lasciano tracce visibili sugli altri fogli nel caso l’elettore o l’elettrice dovesse sovrapporre le schede. Nell'Italia repubblicana, l'uso della matita copiativa durante le votazioni è stato in seguito confermato con il testo unico n. 26 del 5 febbraio 1948 e con il successivo testo unico n. 361 del 1957, e le disposizioni in merito all'uso della matita copiativa non sono state modificate dal dopoguerra ad oggi.
Gli elettori italiani residenti in Italia possono votare esclusivamente con la matita copiativa che viene loro fornita dal presidente di seggio presso gli uffici elettorali di sezione, pena la nullità del voto e della scheda elettorale; le schede sulle quali è apposto un simbolo con matita non copiativa o penna sono infatti nulle, anche se è chiara l'intenzione di voto dell'elettore ed è stata espressa una scelta compatibile con le regole. Gli elettori italiani all'estero che votano per corrispondenza, tuttavia, possono utilizzare solo la penna a sfera con inchiostro di colore nero o blu (e non la matita copiativa come in Italia), pena nullità della scheda votata.
Durante lo svolgimento di una consultazione le matite copiative, uguali su tutto il territorio nazionale, sono consegnate insieme al materiale elettorale e sono proprietà dello Stato, tanto da essere marchiate con la scritta "Ministero dell'Interno – Servizio Elettorale". Al termine delle operazioni di voto devono essere restituite dal presidente del seggio all'ufficio elettorale della circoscrizione o del comune di appartenenza; gli elettori che non le riconsegnano al presidente di seggio insieme alla scheda incorrono in una sanzione pecuniaria da 103 euro a 309 euro; i membri del seggio sono pertanto tenuti a controllare e conservare le matite copiative.
Negli anni ottanta del XX secolo il Consiglio di Stato, sulla base del D.P.R 16 maggio 1960, n. 570 (Testo unico delle leggi per la composizione e la elezione degli organi delle amministrazioni comunali), affermò, con sentenza n. 660 del 26 ottobre 1987, la validità del voto espresso anche con matita copiativa umettata.
Durante le elezioni politiche del 2008, le elezioni europee del 2009  ed il referendum costituzionale del 2016 sono stati segnalati presunti casi di matite facilmente cancellabili con una gomma; nei primi due casi non è stato possibile individuare se si trattasse di matite classiche o copiative. In questa ultima occasione, il Ministero dell'Interno ha precisato che le matite utilizzate per votare "sono indelebili e sono destinate esclusivamente al voto sulla scheda elettorale" e che, se il tratto è particolarmente leggero, potrebbero non essere indelebili su comuni fogli di carta, mentre la particolare superficie abrasiva della scheda elettorale rileva comunque il segno e ne garantisce la non modificabilità. 
Con oltre 62mila sezioni elettorali presenti su tutto il territorio italiano, di cui ognuna dotata di sei matite, il numero totale necessario per le votazioni è di circa 380 mila unità, di cui la maggior parte proveniente da precedenti consultazioni. Durante gli ultimi bandi del 2022, il Governo nazionale ha acquistato circa 180 mila nuove matite copiative ad un prezzo di 0.98€ l'una, rendendo il sistema elettorale italiano tra i meno dispendiosi d'Europa grazie al basso prezzo delle singole matite e alla loro lunga durata con possibilità di riutilizzo. Da oltre 10 anni l'azienda tedesca Faber-Castell è il principale fornitore.
La Repubblica di San Marino adotta regole analoghe a quelle italiane.

## Rischi per la salute
Le matite copiative sono assolutamente sicure e presentano rischi d'uso paragonabili a quelli della normale cancelleria in libera vendita (estremamente bassi). I coloranti derivati dall'anilina possono essere causa di potenziali rischi per la salute umana, l'esposizione ai quali può provocare eczema, acne e carcinoma, oltre che eventuali lesioni oculari per ustione o corrosione.
La penetrazione tramite ferita o l'ingestione della mina della matita nel corpo umano sono situazioni molto remote che, di solito, comportano effetti quali febbre, anemia, aumento dei globuli bianchi, disturbi gastrointestinali, ulcera, danni a reni e fegato, anoressia e necrosi del tessuto circostante la ferita. Tali rischi non sono invece associati all'uso delle ordinarie matite le cui mine sono in normale grafite, ma solo quelle contenenti anilina. Tali sintomi possono comparire dopo un paio di giorni, ma spesso si sviluppano solo dopo alcune settimane dal momento della contaminazione della ferita. La chirurgia è necessaria per rimuovere la mina e il tessuto infetto, mentre «...l'azione necrotizzante può essere così grave ed estesa da rendere necessaria l'amputazione».La letteratura scientifica ha registrato gravi casi di avvelenamento, che in almeno un'occasione hanno condotto alla morte.